# Coupe d'Écosse de football 1873-1874
Navigation
1874-1875
La Coupe d'Écosse de football 1873-1874 est la 1re édition de la Coupe d'Écosse de football. Elle est remportée par l'équipe de Queen's Park Football Club qui bat le Clydesdale Football Club en finale 2 buts à 0.

## Calendrier de l'épreuve
| Tour             | Date des premiers matchs   | Rencontres | Rencontres | Clubs  |
| Tour             | Date des premiers matchs   | Joués      | Rejoués    | Clubs  |
| ---------------- | -------------------------- | ---------- | ---------- | ------ |
| Premier tour     | 18-25 octobre 1873         | 8          | 0          | 16 → 8 |
| Quarts de finale | 8 novembre-6 décembre 1873 | 4          | 3          | 8 → 4  |
| Demi-finales     | 13-20 décembre 1873        | 2          | 0          | 4 → 2  |
| Finale           | 21 mars 1874               | 1          | 0          | 2 → 1  |

## Premier tour
| Équipe accueillant    | Score   | Équipe visiteuse |
| --------------------- | ------- | ---------------- |
| Alexandra Athletic    | 2–0     | Callander        |
| Clydesdale            | 6–0     | Granville        |
| Dumbarton             | Forfait | Vale of Leven    |
| Eastern               | 4–0     | Rovers           |
| Queen's Park          | 7–0     | Dumbreck         |
| Renton                | 2–0     | Kilmarnock       |
| Third Lanark Athletic | Forfait | Southern         |
| Western               | 0–1     | Blythswood       |

## Quarts de finale
| Équipe accueillant | Score | Équipe visiteuse      |
| ------------------ | ----- | --------------------- |
| Alexandra Athletic | 0–2   | Blythswood            |
| Clydesdale         | 1–1   | Third Lanark Athletic |
| Queen's Park       | 1–0   | Eastern               |
| Renton             | 0–0   | Dumbarton             |

### Matchs rejoués
| Équipe accueillant | Score | Équipe visiteuse      |
| ------------------ | ----- | --------------------- |
| Clydesdale         | 0–0   | Third Lanark Athletic |
| Renton             | 1–0   | Dumbarton             |

### Deuxième replay
| Équipe accueillant | Score | Équipe visiteuse      |
| ------------------ | ----- | --------------------- |
| Clydesdale         | 2–0   | Third Lanark Athletic |

## Demi-finales
| Équipe accueillant | Score | Équipe visiteuse |
| ------------------ | ----- | ---------------- |
| Clydesdale         | 4–0   | Blythswood       |
| Queen's Park       | 2–0   | Renton           |

## Finale
| 21 mars 1874 | Queen's Park                            | 2–0   | Clydesdale | Hampden Park (Glasgow)                         |                                                |
|              | Billy MacKinnon 60e · Robert Leckie 85e | (0–0) |            | Spectateurs : 2 500 Arbitrage : James McIntyre | Spectateurs : 2 500 Arbitrage : James McIntyre |